# Platalina genovensium
Genre
Espèce
Statut de conservation UICN

 NT  : Quasi menacé
Platalina genovensium, unique représentant du genre Platalina, est une espèce de chauve-souris de la famille des Phyllostomidae.

## Répartition géographique
Cette chauve-souris est endémique du Pérou où elle joue un rôle important dans la pollinisation des fleurs d'une plante (Weberbauerocereus weberbaueri) de la famille des Cactaceae.